# Palpita claralis
Palpita claralis is een vlinder uit de familie van de grasmotten (Crambidae), uit de onderfamilie van de Spilomelinae. De wetenschappelijke naam van deze soort is voor het eerst voorgesteld als Margaronia claralis door Francis Walker in een publicatie uit 1866.
De soort komt voor in Gambia en Zuid-Afrika.